# Delft vasútállomás
Delft vasútállomás vasútállomás Hollandiában, Delft városában.

## Vasútvonalak
Az állomást az alábbi vasútvonalak érintik:
- Amsterdam–Rotterdam-vasútvonal
- Haaglanden tram line 1
- Haaglanden tram line 1
- Haaglanden tram line 19

## Kapcsolódó állomások
A vasútállomáshoz az alábbi állomások vannak a legközelebb:
- Rijswijk vasútállomás (Amsterdam Centraal, északnyugat, Amsterdam–Rotterdam-vasútvonal)
- Delft Campus vasútállomás (Rotterdam Centraal, délkelet, Amsterdam–Rotterdam-vasútvonal)
- Prinsenhof (Zwarte Pad (Scheveningen Noorderstrand), Haaglanden tram line 1, északnyugat)
- Krakeelpolderweg (Abtswoudsepark, Haaglanden tram line 1, délkelet)
- Prinsenhof (Haaglanden tram line 19, északnyugat)